# Anyphops reservatus
Anyphops reservatus är en spindelart som först beskrevs av Lawrence 1937.  Anyphops reservatus ingår i släktet Anyphops och familjen Selenopidae. Inga underarter finns listade i Catalogue of Life.